# 007/慰めの報酬
『007／慰めの報酬』（ダブルオーセブン なぐさめのほうしゅう、原題: Quantum of Solace）は、2008年のスパイアクション映画。イーオン・プロダクションズが製作した「ジェームズ・ボンド」シリーズの第22作目にあたる。監督はマーク・フォースター、脚本はポール・ハギス、ニール・パーヴィス、ロバート・ウェイドで、『007/カジノ・ロワイヤル』（2006年）の直接の続編であり、ダニエル・クレイグが架空のMI6諜報員、ジェームズ・ボンドを演じる2作目の作品である。タイトルは、1959年に出版されたイアン・フレミングの『007号の冒険』（新版は『007/薔薇と拳銃』）に掲載された短編小説から取られたものだが、本作にはその物語の要素は一切含まれていない。
2008年10月29日にオデオン・レスター・スクエアで初公開され、クレイグの演技や、より暗く厳しい現実的なトーン、映画のアクションシークエンスなどを主に評価しながらも、前作『007/カジノ・ロワイヤル』に比べて印象が薄いと感じられるなど、総じて賛否両論の評価を受けた。2016年9月現在、全世界で5億8900万ドルを稼ぎ出し、インフレーション調整なしの「ジェームズ・ボンド」映画としては4番目に高い興行収入を記録し、2008年の7番目に高い興行収入を記録した作品となっている。本作に続いて『007 スカイフォール』（2012年）が公開された。

## ストーリー
前作『007/カジノ・ロワイヤル』からの続編となる。前作のラストシーンの直後からストーリーが始まる設定とされている。
相変わらず組織から理解されずにいたジェームズ・ボンド（ダニエル・クレイグ）は、将来を誓い合いながらもヴェネツィアで死んだ英国金融活動部（FATF）のヴェスパーを操っていた男、「ミスター・ホワイト」（イェスパー・クリステンセン）を唯一の手掛かりとしてその背後にある組織を探っていた。
場所はイタリアの古都シエーナ。ボンドは、謎の組織の車と激しいカーチェイスを繰り広げた。その後、何とか銃撃をかわしてミスター・ホワイトを「M」（ジュデイ・デンチ）のもとに連行するも、尋問中に仲間内で突然の裏切りが起こる。結局、ミスター・ホワイトは裏切り者の手引きにより逃走、ボンドは裏切り者を追跡の末、生け捕りにせず殺してしまう。
だが、裏切り者の遺した手掛かりからボンドはある一人の男の存在に辿り着く。エドムンド・スレイト、この男は裏切り者が残した紙幣と同じ連番の紙幣を所持しており、その紙幣はル・シッフルの違法取引に使われたものだった。ボンドはロンドンからスレイトが滞在しているハイチのホテルに向かう。ホテルでスレイトの部屋に押し入ったボンドは、またもや生け捕りにせず殺してしまう。手がかりを失い、途方に暮れるボンドだったが、スレイト宛に届けられた荷物が無いかどうかをフロントに確かめてみることにした。すると、偶然にもブリーフケースが届けられており、ボンドは見た目の似ているスレイトに成り済ましてフロント係からケースを受け取り、ホテルを出る。すると、そこでカミーユ（オルガ・キュリレンコ）という女と出会う。スレイトに成り済まし、彼女との商談をまとめようとする内にケースを開けると中には銃が入っていた。スレイトは地質学者ではなく、殺し屋だったのである。カミーユは当然それを知るはずもなく、ボンドを突き飛ばすと車で逃げ去る。ボンドは尾行していた監視役の男からバイクを奪い、ドミニク・グリーン（マチュー・アマルリック）というフランス人実業家にたどり着く。この男の表の顔はグリーン・エコロジーを謳ったNPO法人「グリーン・プラネット」の代表者。しかし裏の顔は、ヨーロッパと中南米を行き来し、利権のために元ボリビア軍事政権トップであるメドラーノ将軍（ホアキン・コシオ）のクーデターを支援する巨大組織の幹部であった。一方、かつてメドラーノ将軍に家族をなぶり殺された女であり、ボリビアの情報部員でもあるカミーユもまた、復讐心を秘めてグリーンに近づこうとしていた。
グリーンはボリビアの天然資源の採掘利権を餌に秘密裏にCIA南米支局とも連絡をとっていた。この利権を巡っては様々な駆け引きが裏で繰り広げられており、そこには英国の政府の中枢部の一部も関わっていた。そのためボンドは祖国や味方であるはずの組織からも追跡を受け、犯罪の濡れ衣まで着せられてしまうが、鋼鉄の意志を曲げず、いまや自分を始末しようとするCIAの追手からも逃れながら、カミーユとともに天然資源利権の背後にあるグリーンの陰謀を阻止すべく立ち向かって行く。
各枢軸国に陰謀を通じた投資を斡旋する組織（後にスペクターの下部組織と判明）の名前としてタイトルの"Quantum"が使われ、ミスター・ホワイトやドミニク・グリーンが属しMI6中枢にも要員が送り込まれている。

## キャスト
| 役名                     | 俳優                                   | 日本語吹替                                                                                         | 日本語吹替                                         | 日本語吹替                                     |
| 役名                     | 俳優                                   | ソフト版                                                                                           | キングレコード版                                   | BSジャパン版                                   |
| ------------------------ | -------------------------------------- | -------------------------------------------------------------------------------------------------- | -------------------------------------------------- | ---------------------------------------------- |
| ジェームズ・ボンド       | ダニエル・クレイグ                     | 小杉十郎太                                                                                         | 藤真秀                                             | 藤真秀                                         |
| カミーユ・モンテス       | オルガ・キュリレンコ                   | 佐古真弓                                                                                           | 武田華                                             | 白石涼子                                       |
| ドミニク・グリーン       | マチュー・アマルリック                 | 家中宏                                                                                             | 江原正士                                           | 池田秀一                                       |
| M                        | ジュディ・デンチ                       | 此島愛子                                                                                           | 沢田敏子                                           | 谷育子                                         |
| ルネ・マティス           | ジャンカルロ・ジャンニーニ             | 菅生隆之                                                                                           | 西村知道                                           | 佐々木梅治                                     |
| ストロベリー・フィールズ | ジェマ・アータートン                   | 冠野智美                                                                                           | 加藤優子                                           | 根谷美智子                                     |
| フィリックス・ライター   | ジェフリー・ライト                     | 辻親八                                                                                             | 石田圭祐                                           | 竹田雅則                                       |
| グレッグ・ビーム         | デヴィッド・ハーバー                   | 丸山壮史                                                                                           | 高木渉                                             | 間宮康弘                                       |
| ミスター・ホワイト       | イェスパー・クリステンセン             | 外谷勝由                                                                                           | 大塚芳忠                                           | 堀勝之祐                                       |
| エルヴィス               | アナトール・トーブマン                 | 佐藤せつじ                                                                                         | 青山穣                                             | 川島得愛                                       |
| ビル・タナー             | ロリー・キニア                         | 大西健晴                                                                                           | 白熊寛嗣                                           | 丸山壮史                                       |
| 外務・英連邦大臣         | ティム・ピゴット＝スミス               | | 大塚周夫                                           | 楠見尚己                                       |
| メドラーノ将軍           | ホアキン・コシオ                       | 長克巳                                                                                             | 内海賢二                                           | 玄田哲章                                       |
| カルロス大佐             | フェルナンド・ギーエン・クエルボ       | 仲野裕                                                                                             | 荒井勇樹                                           | 山岸治雄                                       |
| ジェンマ                 | ルクレツィア・ランテ・デラ・ローヴェレ | | 品田美穂                                           |                                                |
| ミッチェル               | グレン・フォスター                     | | 荒井勇樹                                           | 赤坂柾之                                       |
| ガイ・ヘインズ           | ポール・リッター                       | |                                                    |                                                |
| ユーセフ                 | サイモン・カシアニデス                 | | 増元拓也                                           |                                                |
| コリーヌ                 | スタナ・カティック                     | 牛田裕子                                                                                           | 兼田奈緒子                                         | 森なな子                                       |
| スレイト                 | ニール・ジャクソン                     | |                                                    |                                                |
| ラ・デュナスホテルの女性 | ウーナ・チャップリン                   | | 森洋子                                             |                                                |
| 鑑識係                   | ブレンダン・オーヘア                   | 千々和竜策                                                                                         | 金子修                                             |                                                |
| 財務省エージェント       | ルーファス・ライト                     | | 倉富亮                                             | 杉村憲司                                       |
| ボリビア人タクシー運転手 | ペーニャランダム・フェリックス         | 原語音声                                                                                           | 龍田直樹                                           | 岩崎ひろし                                     |
| その他                   | N/A                                    | 松井範雄 高桑満 向井修 瀬尾恵子 東條加那子 喜山茂雄 御園行洋 小松史法 佐藤健輔 間宮康弘 中司ゆう花 | -                                                  | 美名 矢野正明 有賀由樹子 野首南帆子 宮本淳     |
| 日本語版制作スタッフ     |                                        | |                                                    |                                                |
| 演出                     |                                        | 三好慶一郎                                                                                         | 鍛治谷功                                           | 高橋剛                                         |
| 翻訳                     |                                        | 松崎広幸                                                                                           | 松崎広幸                                           | 藤澤睦実                                       |
| 調整                     |                                        | オムニバス・ジャパン                                                                               | 長井利親                                           | 並木晃                                         |
| 効果                     |                                        | |                                                    | 桜井俊哉                                       |
| 録音                     |                                        | 猪本純                                                                                             |                                                    |                                                |
| 担当                     |                                        | | 井口大介                                           | 柴川謙一                                       |
| プロデューサー           |                                        | | 藤村健一 長谷川英行                                | 遠藤幸子 久保一郎                              |
| 脚色                     |                                        | | 藤村健一 酒井俊之                                  |                                                |
| 監修                     |                                        | | 酒井俊之                                           |                                                |
| 配給                     |                                        | |                                                    | 東宝東和                                       |
| 製作                     |                                        | 東北新社                                                                                           | フィールドワークス キングレコード ブロードメディア | BSジャパン ブロードメディア                    |
| 初回放送                 |                                        | 2012年12月5日 『水曜プレミアシネマ』 21:00-22:54                                                   |                                                    | 2016年3月18日 『シネマクラッシュ』 20:00-21:54 |

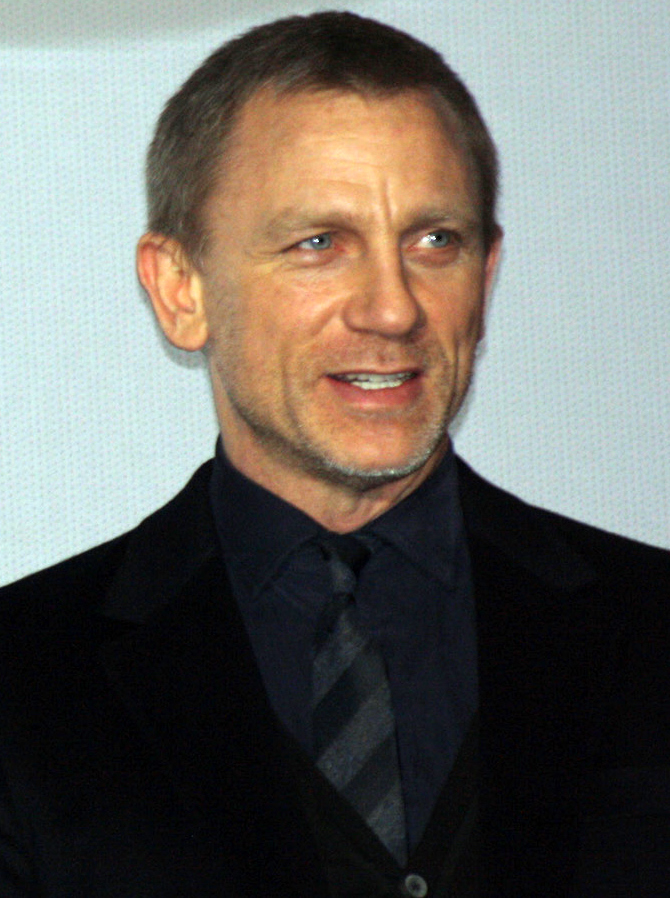
主演のダニエル・クレイグ

- ソフト版：20世紀フォックス ホーム エンターテイメント ジャパンより発売のDVD・BDに収録。
- キングレコード版：『007 TV放送吹替初収録特別版DVDシリーズ』に収録。『TV放送吹替キャスト新録版』と題して、『日曜洋画劇場』にて『カジノ・ロワイヤル』が放送された際の声優とジェームズ・ボンドの吹替を担当したことのある江原正士（『トゥモロー・ネバー・ダイ』フジテレビ版〈ピアース・ブロスナン〉）、内海賢二（『007/ダイヤモンドは永遠に』TBS版〈ショーン・コネリー〉）、大塚芳忠（ティモシー・ダルトン主演作品全て〈DVD版〉）と、過去の007のTV放送吹替版に出演したことのある声優を多数起用し製作された。また2016年6月11日からのザ・シネマでの放送は、BSジャパン版の日本語吹替ではなく、キングレコード版の日本語吹替だった。
- BSジャパン（現：BSテレビ東京）版：ノーカット放送。シリーズ連続放送の最終回で、ソフト版の流用ではなく、新訳の台本を用いキャストも一新された。既にソフト化されていたシリーズ次作『007 スカイフォール』も踏まえ、M役の声優には谷育子が配役されている。

※2019年12月18日発売の「007／ダニエル・クレイグ　4K ULTRA HD BOX ＜8枚組＞ Blu-ray」の4K ULTRA HDディスクには3種類の吹き替え版を全て収録。

## スタッフ
- 監督 - マーク・フォースター
- 製作 - マイケル・G・ウィルソン、バーバラ・ブロッコリ
- 製作総指揮 - カラム・マクドゥガル、アンソニー・ウェイ
- 原作 - イアン・フレミング
- 脚本 - ニール・パーヴィス、ロバート・ウェイド、ポール・ハギス
- 撮影 - ロベルト・シェイファー
- プロダクションデザイン - デニス・ガスナー
- 衣装デザイン - ルイーズ・フログリー
- 編集 - マット・チェシー、リチャード・ピアソン
- 音楽 - デヴィッド・アーノルド
- テーマ曲 - モンティ・ノーマン（ジェームズ・ボンドのテーマ）
- 主題歌 - アリシア・キーズ、ジャック・ホワイト

## 映画評
ネット上のアグリゲータ・レビューである「Rotten Tomatoes」は、293件の口コミをもとにして65％の支持と平均評価6.16 / 10を与えた。このサイトは批評家の総意として「『慰めの報酬』は、熱狂的なアクションとともに、穏やかな感情を提供するが、それでも『カジノ・ロワイヤル』の続編としては少々物足りない」と述べた。Metacritic･サイトは混合又は平均レビューにおいて、48人の批評家により「100のうち58」の加重平均スコアを付けた。
3代目ボンドを演じたロジャー・ムーアは、「まるで長いだけでまとまりのないコマーシャルの様だ。」と否定的な評価を下した。

## 解説
上映時間はシリーズ最短の約106分で、ボンドの決めゼリフ「Bond. James Bond」は登場しない。ストーリー中で英米の情報機関、政府内の暗部を取り上げている。また以前のようなアイディア満載の奇想天外な「ボンド・グッズ」はほとんど見られず、その代わりに多機能携帯電話が情報収集や諜報活動に活躍するなど時代の変化も顕著に描かれている。映画の中に出てくるボリビアの水資源をめぐる策略も、水の危機という世界的問題のほか、ボリビアで起こった「水道民営化」とコチャバンバ水紛争という「実際の事件に基づいている」。
タイトル・デザインはダニエル・クラインマンに代わりフォースター監督作品『主人公は僕だった』に参加したMK12が担当。新しい試み（タイポグラフィを新たに作成）と原点回帰（第1作『ドクター・ノオ』など）の両方が盛り込まれている。MK12は「MI6本部」のテーブルや大型モニターに映る多数のモーショングラフィックも手掛けた。シエナ、ポルトープランス、ブレゲンツといった地名のレタリング制作は『ジャッカル』（1997年）のメイン・タイトルも手掛けたトマト・フィルム（ロンドン）である。

### 撮影・トラブル
シリーズ最多の6か国で撮影された。
本作の撮影中はトラブル続きであった。後述の車両事故の他、チリでのロケでは撮影に反対する現地の町長が車でセットに乱入し、逮捕される騒ぎが起こった。また、ボリビアの副教育文化相は、作中にボリビア人とされる麻薬密輸業者が登場することについて、プロデューサーに抗議文を送った。さらに、ダニエル・クレイグは撮影中に指に負傷し、顔にも8針縫う傷を負って、撮影終了後に美容整形を受けた。
ボンドカーは、オープニングで激しいカーチェイスを繰り広げた。なお、2008年4月19日午前6時（現地時間）、イタリアのガルダ湖でのロケのため、スタントマンがDBSを撮影場所まで移動させていたところ、コントロール不能になって車ごと湖に沈んでしまうというアクシデントが起きた。車の引き上げの模様は、衛星テレビのスカイ・イタリアで放送された。スタントマンは救助隊に救助され軽症ですんだが、このとき撮影に使えるDBSは、湖に沈んだ1台だけだった。事故はそれだけでは終わらず、アルファロメオが大破した3度目の事故では、スタントマンの1人が重体に陥った。

### 公開日
2008年10月29日にロンドンで開催されたザ・タイムズ・BFI・ロンドン・フィルム・フェスティバルでプレミア公開され、2008年10月31日にはイギリスとフランス、スウェーデンで一般公開された。欧州では007にちなんで11月7日に公開した国が多い。
日本では他国から2か月ほど遅れて2009年1月24日と世界で最も遅く公開された（一部劇場では1月17日・1月18日に先行公開）。007シリーズの邦題が、英語のカタカナ表記ではなく、日本語となるのは、1989年公開の『007/消されたライセンス』以来。

### 配給
前作同様、配給はソニー・ピクチャーズ エンタテインメントが担当したが、Blu-ray DiscとDVDの発売元はソニー・ピクチャーズ エンタテインメントではなく、20世紀 フォックス ホーム エンターテイメント ジャパンが担当しており、以後のソニー配給のMGM作品でこの体制となっている。これは、ソニーがMGM作品におけるDVDなどの販売権を失ったからである。Blu-rayは6月19日、DVDは6月26日とBlu-rayが1週間先行して発売された。

## 主題歌
映画タイトルとは異なった"Another Way To Die"を担当したのは、アリシア・キーズとザ・ホワイト・ストライプスなどで活躍するジャック・ホワイトとの共演、007シリーズ史上初のデュエットだったことなども含め、話題性は十分だった。イギリスのチャートでは、最高位9位と健闘したが、アメリカの『ビルボード』誌では、最高位81位だった。また、同サウンドトラック・アルバムはチャート入りしていない。

## その他
- ボンドが着用する腕時計は、スイスの腕時計メーカーの「シーマスター プラネット・オーシャン 600M コーアクシャル クロノメーター」[28][29]であった。
- ボンドが着用するスーツは本作からトム・フォードになった[30]。
- ボランジェのシャンパンが登場した[31]。
- 007シリーズでは、過去の作品のシチュエーションを形を変え登場させることがよくある。今回、ジェマ・アータートン演じるフィールズがホテルのベッドで丸裸で全身オイルまみれにされ殺されるシーンは[注 1]、『ゴールドフィンガー』でシャーリー・イートン演じるジル・マスターソンが、同じくホテルのベッドで、裸で全身に金粉を塗られて殺されるシーンが元になっている[32][33]。
- BSジャパンの二度の放送は吹替版の新規製作、本編ノーカットに加え、オープニング・タイトルのモーショングラフィック日本語化、オープン・マット（Open Matte: 撮影～編集フォーマットの画面がよりワイドな画郭を得る目的で上下を隠される前段階）画面といったソフト化されていない要素も含む。
- 本作はボンドが自己紹介する際の台詞「The name is Bond, James Bond.」が登場しない作品である。この台詞が登場しない同シリーズの作品は、『007は二度死ぬ』以来である。

## Blu-ray/DVD
20世紀フォックス ホーム エンターテイメント ジャパンよりBlu-ray DiscとDVDが発売。
- Blu-ray
  - 007/慰めの報酬　品番：MGXA-39107　発売日：2009年6月19日
  - 007/慰めの報酬　品番：MGXJ-39107　発売日：2011年4月22日
  - 007/慰めの報酬　品番：MGXJA-39107　発売日：2012年11月23日
  - 〔スチールブック仕様〕007/慰めの報酬〔1,300セット数量限定生産〕　品番：MGXE-39107　発売日：2015年10月7日
  - 007/慰めの報酬　品番：MGXJC-39107　発売日：2015年10月7日
- DVD
  - 007/慰めの報酬　品番：MGBA-39107　発売日：2009年6月26日
  - 007/慰めの報酬 ＜2枚組特別編＞　品番：MGBF-39107　発売日：2009年6月26日
  - 007/慰めの報酬　品番：MGBE-39107　発売日：2010年12月3日
  - 007/慰めの報酬 アルティメット・エディション　品番：MGBUC-39107　発売日：2010年12月3日
  - 007/慰めの報酬　品番：MGBNG-39107　発売日：2012年11月23日

キングレコードよりTV放送吹替キャスト・新録版DVDが発売。
- DVD
  - 007/慰めの報酬【TV放送吹替キャスト・新録版】　品番：KIBF-1122　発売日：2013年5月8日
  - 007/慰めの報酬【TV放送吹替キャスト・新録版】　品番：KIBF-4192　発売日：2015年7月8日

ワーナー・ブラザース ホームエンターテイメントよりBlu-ray DiscとDVDが発売。NBCユニバーサルが販売。
- Blu-ray
  - 007/慰めの報酬　品番：1000782362　発売日：2020年11月11日
- DVD
  - 007/慰めの報酬　品番：1000782363　発売日：2020年11月11日